# Thaicom
Thaicom ist ein Telekommunikationsdienstleister in Thailand. Das Geschäft von Thaicom gliedert sich in vier Bereiche: Vermietung von Satellitentranspondern, Telefondienste, Internet- und Mediendienste, sowie die Veröffentlichung von Telefonbüchern und Branchenverzeichnissen. Die Thaicom-Satelliten nutzen die beiden Orbitalpositionen 78,5° Ost und 120° Ost.

## Namen und Eigentümer
Die Firma wurde am 7. November 1991 unter dem Namen Shinawatra Satellite Company als Tochtergesellschaft der Shin Corporation gegründet. Ab dem 18. Januar 1994 wurde sie an der Börse notiert. Die erste Umbenennung der Firma erfolgte am 2. August 1999 in Shin Satellite. Seit dem 10. April 2008 trägt die Firma den Namen Thaicom, nach den Satelliten, die die Firma betreibt. Die größten Anteilseigentümer sind INTOUCH (früher Shin Corporation) mit 41,13 % und die Thai NVDR mit 2,77 % der Anteile.

## Satellitenbetrieb
Die Shinawatra Satellite Company erhielt 1991 eine Lizenz, den ersten thailändischen Satelliten zu bauen, zu starten und zu betreiben. Die Lizenz hat eine Laufzeit von 30 Jahren. Der Start des Satelliten Thaicom 1 erfolgte am 17. Dezember 1993. Bis 2014 folgten fünf weitere Satelliten. Derzeit werden mehr als 450 Fernsehprogramme über die Thaicom-Satelliten ausgestrahlt.
| Name       | Andere Bezeichnungen            | Startdatum (UTC)  | Trägerrakete  | Startplatz | Satellitenbus                        | NSSDC-ID  | Position                                       | Anmerkungen                      |
| ---------- | ------------------------------- | ----------------- | ------------- | ---------- | ------------------------------------ | --------- | ---------------------------------------------- | -------------------------------- |
| Thaicom 1A | Thaicom 1                       | 17. Dezember 1993 | Ariane 44L    | CSG ELA-2  | Hughes 376 (Hughes Aircraft)         | 1993-078B | bis Mai 1997: 78,5° Ost ab Juni 1997: 120° Ost | außer Betrieb seit Januar 2010   |
| Thaicom 2  |                                 | 8. Oktober 1994   | Ariane 44L    | CSG ELA-2  | Hughes 376 (Hughes Aircraft)         | 1994-065B | 78,5° Ost                                      | außer Betrieb seit Oktober 2010  |
| Thaicom 3  |                                 | 16. April 1997    | Ariane 44LP   | CSG ELA-2  | Spacebus 3000 (Alcatel Alenia Space) | 1997-016A | 78,5° Ost                                      | außer Betrieb seit 2006          |
| Thaicom 4  | MEASAT 5, Synertone 1, IPSTAR 1 | 11. August 2005   | Ariane 5GS    | CSG ELA-3  | SSL-1300 (Space Systems/Loral)       | 2005-028A | 120° Ost                                       | in Betrieb                       |
| Thaicom 5  |                                 | 27. Mai 2006      | Ariane 5 ECA  | CSG ELA-3  | Spacebus 3000 (Alcatel Alenia Space) | 2006-020B | 78,5° Ost                                      | in Betrieb                       |
| Thaicom 6  | AfriCom 1                       | 6. Januar 2014    | Falcon 9 v1.1 | CC SLC-40  | GeoStar 2 (Orbital Sciences)         | 2014-002A | 78,5° Ost                                      | in Betrieb                       |
| Thaicom 7  | AsiaSat 6                       | 7. September 2014 | Falcon 9 v1.1 | CC SLC-40  | SSL-1300 (Space Systems/Loral)       | 2014-052A | 120° Ost                                       | in Betrieb, geleaste Kapazitäten |
| Thaicom 8  |                                 | 25. Mai 2016      | Falcon 9 v1.2 | CC SLC-40  | GeoStar 2 (Orbital Sciences)         | 2016-031A | 78,5° Ost                                      | in Betrieb                       |

Der Satellit Thaicom 6 versorgt unter dem Namen Africom 1 auch Afrika mit Fernsehprogrammen und Telekommunikationsdienstleistungen.
Um das Anrecht auf die zugewiesene Orbitalposition auf 120° Ost zu bewahren, schloss Thaicom im Dezember 2011 ein Abkommen mit dem Mitbewerber AsiaSat. Ein gemeinsamer Satellit, der die beiden Bezeichnungen Thaicom 7 und AsiaSat 6 tragen soll, wurde am 7. September 2014 gestartet und auf 120° Ost platziert.